# 晒口街道
晒口街道，是中华人民共和国福建省南平市邵武市下辖的一个街道办事处。

## 行政区划
晒口街道下辖以下地区：
晒口社区、碓下社区、云屏社区、下沙社区、洒溪桥社区、新丰村和高峰村。